# Canon EOS 50D
Canon EOS 50D este un aparat foto de 15.1-megapixeli cameră digitală cu o singură lentilă de reflexie.  Face parte din linia de aparate foto Canon EOS, succedând aparatul foto Canon EOS 40D  si precedând Canon EOS 60D.

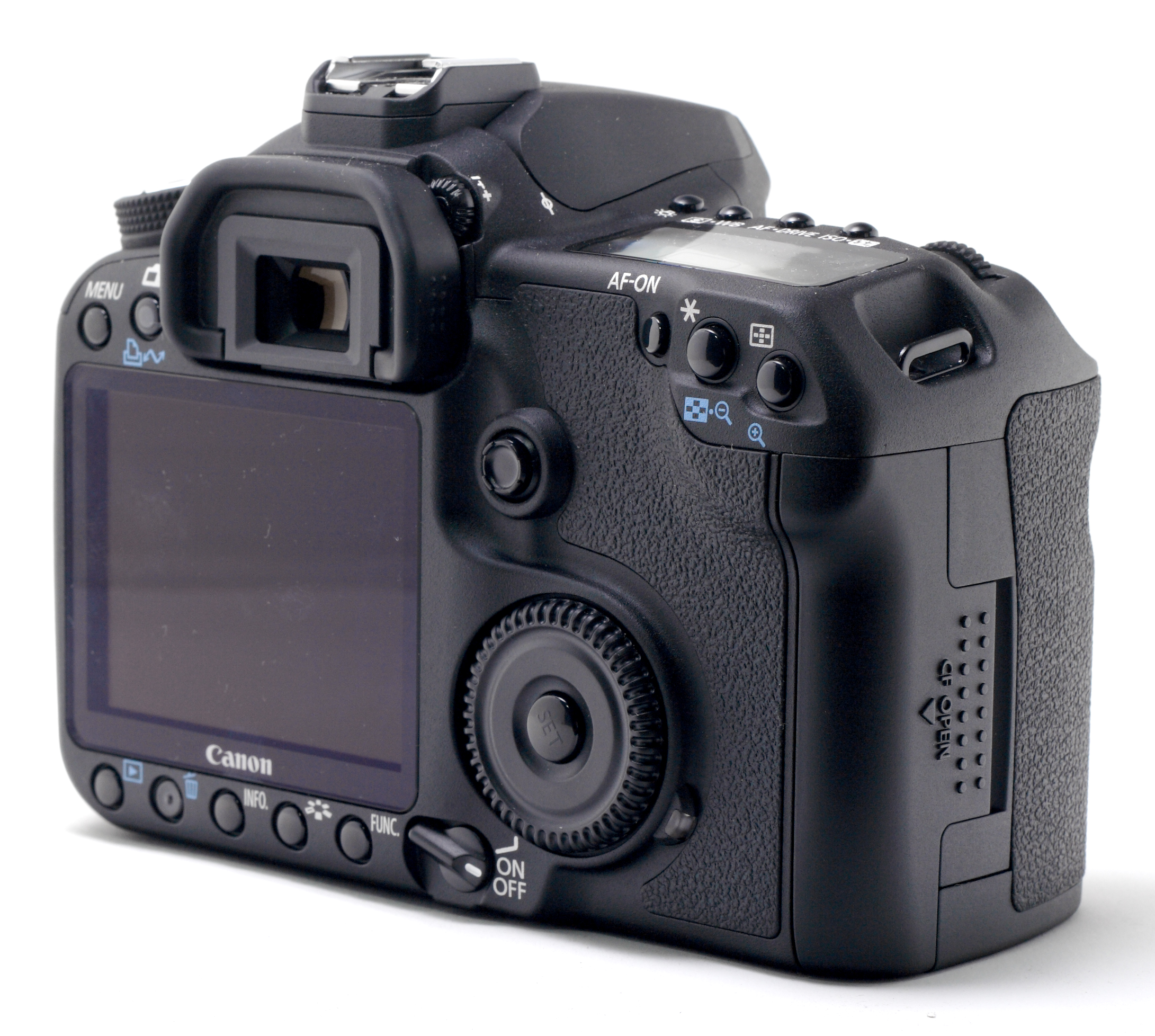

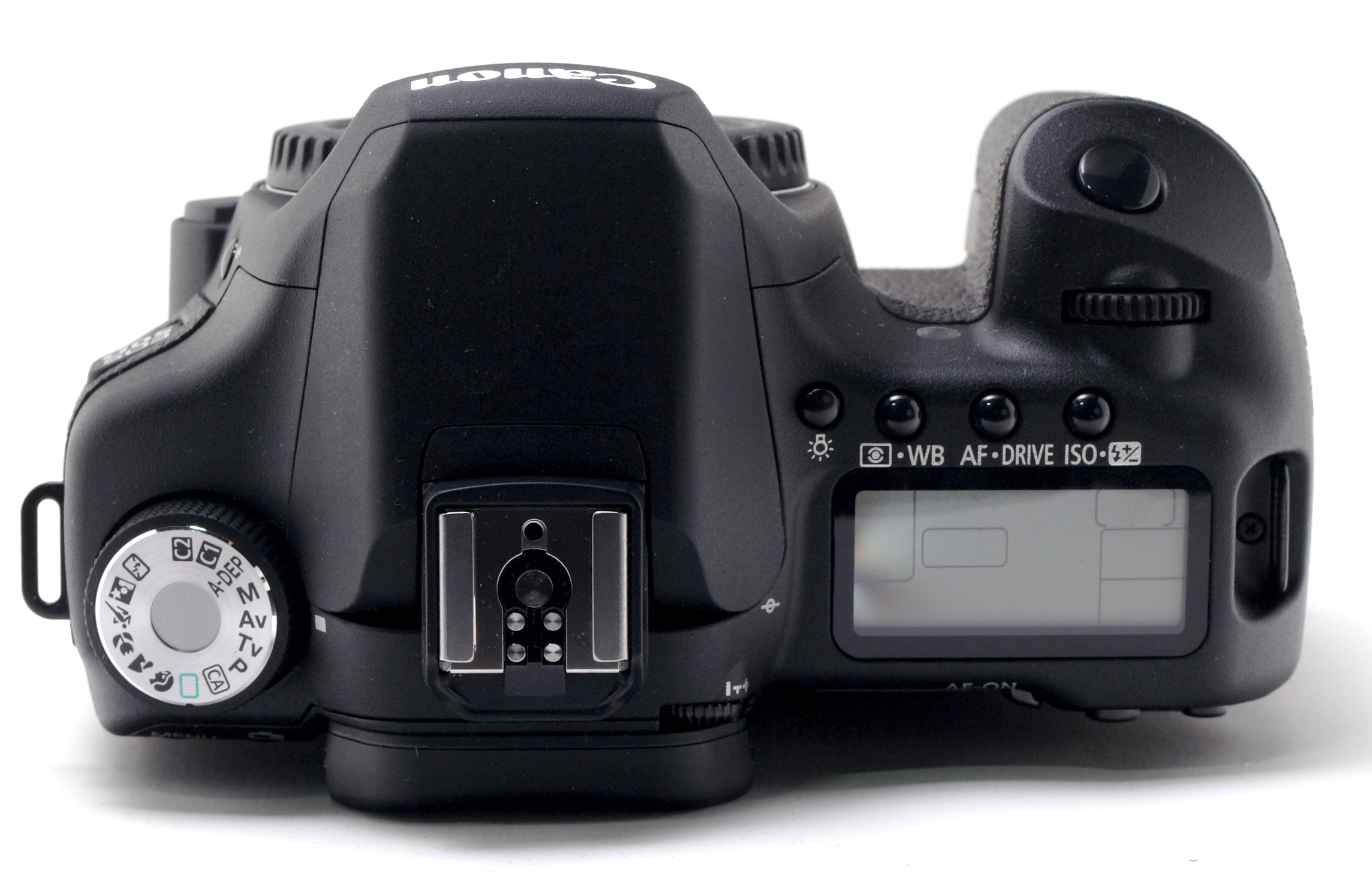

Compania Canon a anunțat lansarea acestui aparat foto în data de 26 august 2008. Aparatul foto a fost lansat pe data de 6 octombrie 2008.

## Prezentare generală și caracteristici
Aparatul foto DSLR 50D are multe caracteristici similare cu predecesorul său, modelul 40D. Acesta include mai multe moduri de fotografiere, abilitatea de a modifica ISO și balansul de alb, un bliț încorporat, și un ecran LCD. Ecranul LCD este de aceeași mărime (3.0") ca și 40D dar cu o rezoluție mai mare (920k pixeli) decât orice model precedent. Este și ultimul model Canon din clasa xxD care mai folosește CompactFlash sau Microdrive pentru memoria de stocare, împreună cu modelul de baterii BP-511.
Canon 50D are un senzor cu o rezoluție mai mare (15.1 megapixeli), suporta rezoluții mai mari pentru poze decât predecesorul sau și la fel ca și Canon 40D, are formatul Raw de 14 biti.
Aparatul are modul Live View, care permite fotografiilor sa folosească ecranul LCD în loc de vizor-ul aparatului. Pentru ca oglinda senzorului trebuie sa fie în poziția blocat, zgomotul este redus în acest caz. în plus are și un buton Live View dedicat.
•	Senzor APS – CMOS de 15.1 megapixeli 
•	Monitor LCD VGA de 3.0 inci
•	Mod LiveView
•	9 puncte de focalizare în forma de cruce cu senzori centrali
•	Moduri de autofocus și măsurare selectabile
•	Bliț incorporat
•	Sistem integrat de curățare a senzorului
•	Granulația ISO intre 100 și 3200 (6400 și 12800 numai pentru anumite funcții)
•	Auto corecție
•	Fotografiere continua de pana la 6.2 cadre pe secunda (maxim 90 de imagini continuu pentru formatul JPEG și 16 pentru formatul RAW)
•	Procesor de imagine DIGIC4
•	Montura pentru lentile Canon EF/EF-S
•	Compatibil cu bliț-uri externe „Canon EX Speedlite”
•	Formate video PAL/NTSC/HDMI
•	Tipuri de fișiere: JPEG, RAW, sRAW1 (7,1 MP) si sRAW2 (3,8 MP)
•	Fotografiere simultană în formatele RAW si JPEG
•	Interfață USB 2.0
•	Baterii compatibile: BP-511/BP-511A sau BP-512/BP-514 incluse în pachet: BP-511A
•	Dimensiuni: 146 × 108 × 74 mm (5.7 × 4.2 × 2.9 inci)
•	Greutate aproximativa: 730 grame (fără lentile și baterii)